# Терминальное просветление
Терминальное просветление (также известное как предельная ясность сознания, терминальная ясность сознания, ралли, терминальное ралли, переживание конца жизни, энергетический всплеск, всплеск или предсмертный всплеск) — неожиданное возвращение сознания, ясности ума или памяти незадолго до смерти у людей с тяжёлыми психическими или неврологическими расстройствами.
Об этом явлении врачи сообщают с XIX века. Терминальная ясность — это более узкий термин, чем «парадоксальное просветление», при котором возвращение ясности ума может произойти в любой момент (не только перед смертью). Однако по состоянию на 2025 год терминальное просветление не считается медицинским термином, и нет официального консенсуса относительно идентифицирующих это явление характеристик.
Терминальное просветление — малоизученный феномен в контексте медицинских и психологических исследований, и нет единого мнения о том, какие механизмы лежат в его основе. Его существование ставит под сомнение утверждение о необратимости хронических дегенеративных деменций. При изучении данного явления, учёные сталкиваются с этическими проблемами, связанными с необходимостью получения информированного согласия от пациента и его близких, а также с тем, следует ли проводить глубокую седацию, которая может ограничить терминальную ясность, и как реагировать на просьбы и вопросы членов семьи пациента о данном состоянии.

## История наблюдений
Терминальная ясность была впервые описана в медицинской литературе в XIX веке. С тех пор это явление неоднократно фиксировалось в научных исследованиях и клинической практике. Одним из первых, кто описал терминальную ясность, был немецкий врач и философ Карл Ланге в 1843 году, который наблюдал это явление у пациентов с деменцией.

## Причины и механизмы
На сегодняшний день причины и механизмы терминальной ясности остаются малоизученными. Некоторые исследователи предполагают, что это может быть связано с изменениями в мозговой активности, вызванными близостью смерти. Также существуют гипотезы о том, что терминальная ясность может быть результатом внезапного изменения химического состава мозга или активации определённых нейронных путей.

## Клинические проявления
Терминальная ясность может проявляться различными способами. У пациентов с деменцией может наблюдаться внезапное восстановление памяти и когнитивных функций. У пациентов с психическими заболеваниями может улучшиться настроение и исчезнуть симптомы, такие как галлюцинации и бред. В некоторых случаях пациенты могут обрести способность ясно и последовательно общаться с окружающими.

## Значение для медицины
Терминальная ясность представляет интерес для медицинской науки, так как изучение этого явления может помочь лучше понять процессы, происходящие в мозге на последних стадиях жизни. Кроме того, понимание механизмов терминальной ясности может привести к разработке новых методов лечения неврологических и психических заболеваний.

## Исследования и наблюдения
Современные исследования терминальной ясности включают как клинические наблюдения, так и экспериментальные исследования. Например, в одном из исследований было показано, что терминальная ясность чаще встречается у пациентов с болезнью Альцгеймера и другими формами деменции. В другом исследовании было установлено, что терминальная ясность может наблюдаться у пациентов с шизофренией и другими психическими расстройствами.